# بهار (فیلم)
بهار (به انگلیسی: Springtime) یک انیمیشن کوتاه به کارگردانی آب آیورکس در سال ۱٩٢٩ منتشر شد. این انیمیشن سومین اثر از مجموعه سمفونی احمقانه بود که توسط والت دیزنی تولید شد. 